# هیوود (اکلاهما)
هیوود (به انگلیسی: Haywood) یک منطقهٔ مسکونی در ایالات متحده آمریکا است که در شهرستان پیتسبرگ، اکلاهما واقع شده‌است.